# 上海市北虹高级中学
北虹高级中学，前身创办于1874年的的圣芳济学院。位于上海市虹口区南浔路281号。

## 沿革
1874年9月21日，圣芳济学院在公馆马路孟斗班路口（今金陵东路四川南路）成立，至第一学期结束，学生为17名。光绪五年（1879年），外侨学生增至90人，原校舍不敷使用。1880年，教会出让洋泾浜与圣若瑟教堂相邻的一幢楼房作为校舍，同年开始招收中国学生。1884年，上海道道台邵友濂特地赠给圣芳济学院一组大型建筑钟，安置于新建大楼的三角屋顶上。淞沪会战期间，学校福煦坊分校校舍被毁，之后圣芳济学院几度易址。1939年，分校始改名为圣芳济中学。1953年8月16日，南浔路圣芳济原校旧址正式易名为北虹中学，首任校长郑风章。
北虹高级中学是上海市首轮“课程教材改革”试验学校、上海市虹口区实验性示范性中学。